# جون الكسندر ماكدونالد
جون الكسندر ماكدونالد هو سياسي كندي، ولد في 22 أكتوبر 1838، وتوفي في 1905.